# St. Markus (Weißensberg)

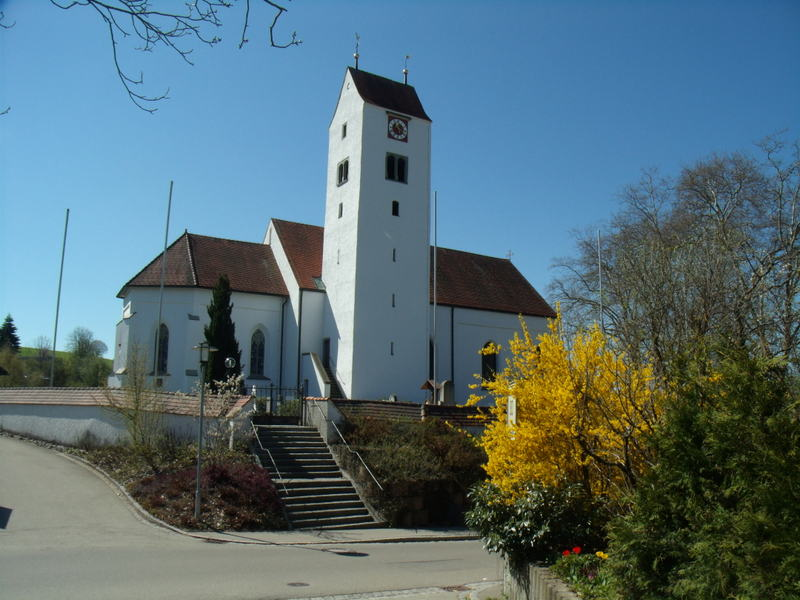
St. Markus in Weißensberg

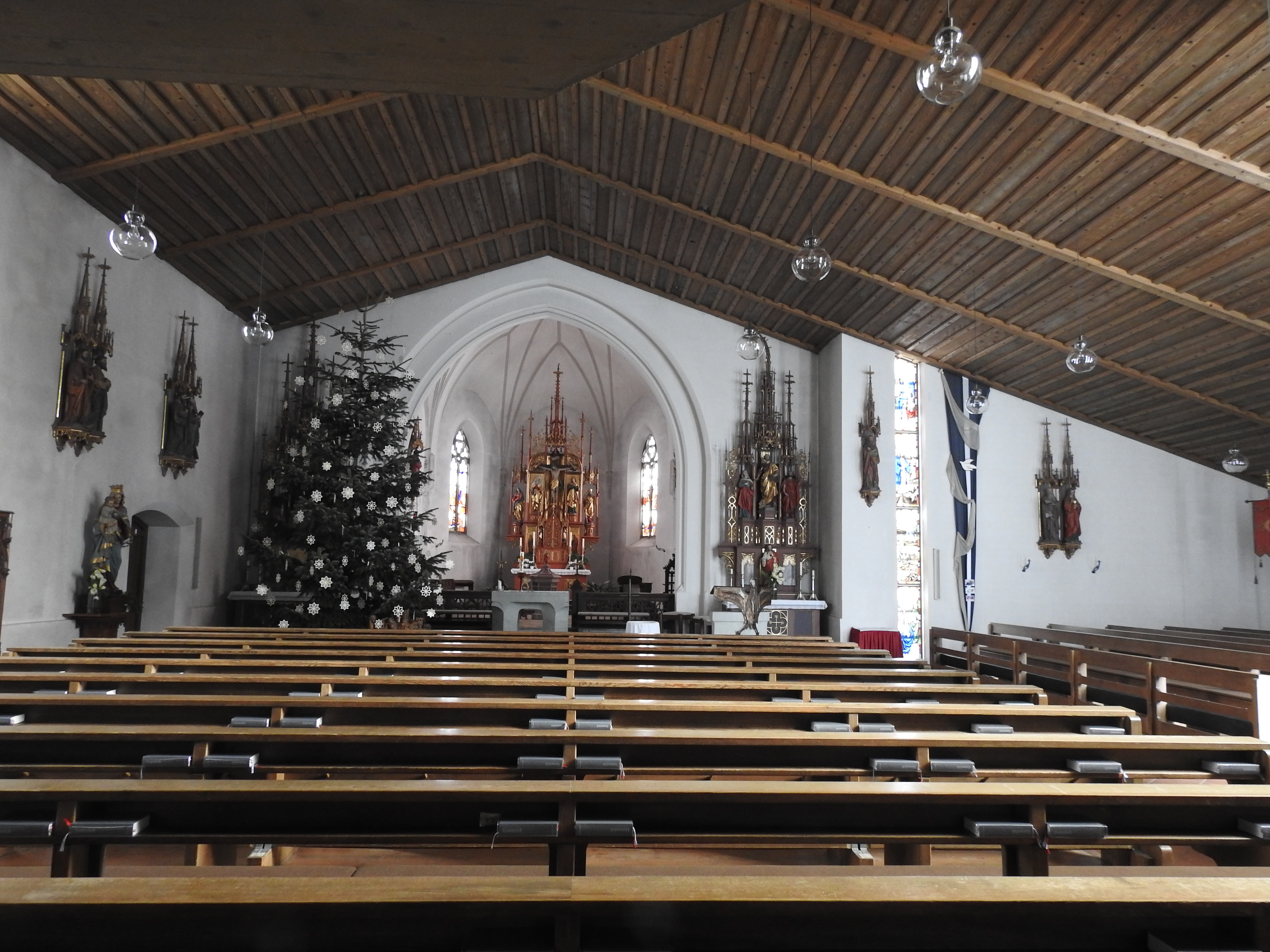
Innenraum

Die römisch-katholische Pfarrkirche St.  Markus steht in Weißensberg, einer Gemeinde im schwäbischen Landkreis Lindau (Bodensee) in Bayern. Das Bauwerk ist in der Liste der Baudenkmäler in Weißensberg als Baudenkmal unter der Nr. D-7-76-130-1 eingetragen. Die Pfarrei gehört zum Dekanat Lindau des Bistums Augsburg.

## Beschreibung
Die neugotische Saalkirche wurde 1866/67 nach einem Entwurf von Anton Harrer errichtet. Sie besteht aus einem Langhaus, einem eingezogenen, dreiseitig geschlossenen, von Strebepfeilern gestützten Chor im Osten und einem Kirchturm an der Nordwand des Langhauses neben dem Chor, der im Kern mittelalterlich ist. Das Langhaus wurde 1978/79 um eine Achse nach Westen verlängert, und nach Süden wurde ein moderner Anbau angefügt. Der Innenraum des Chors ist mit einem Netzgewölbe überspannt. In den Glasmalereien im Chor sind der Evangelist Markus und der heilige Stephanus dargestellt. Die neugotische Kirchenausstattung hat Anton Harrer entworfen. Die Orgel mit 10 Registern, verteilt auf ein Manual und ein Pedal wurde 1868 aufgestellt.